# Jacky Belabde
 (juin 2023).
Jacky Belabde, né le 11 juillet 1960 à Champdeniers-Saint-Denis en France, est un ancien footballeur franco-algérien évoluant au poste d'attaquant.
Il a joué un match pour l'équipe nationale d'Algérie à l'occasion d'un match d'application ou d'entraînement contre le club congolais de l'Inter Club Brazzaville à Annaba, marquant deux buts. Ce match n'est pas comptabilisé comme une sélection à part entière.